# Gabriel Knight: Sins of the Fathers
Gabriel Knight: Sins of the Fathers é um jogo de aventura de apontar e clicar de 1993, criado por Jane Jensen, desenvolvido e publicado pela Sierra On-line e lançado para MS-DOS, Macintosh e Windows em 17 de dezembro de 1993. A história do jogo, com as vozes de Tim Curry, Leah Remini e Mark Hamill na versão em CD-ROM, foca em Gabriel Knight, um romancista esforçado, cuja decisão de usar um  uma onda de assassinatos recentes em torno de Nova Orleães como material para um novo romance, o leva a um mundo de magia vodu e à verdade sobre o passado de sua família como lutadores sobrenaturais.
Embora o jogo não tenha sido um sucesso comercial, ele recebeu avaliações favoráveis dos críticos por sua história e elenco de voz, juntamente com sua apresentação gráfica. o jogo mais tarde gerou uma série, com uma sequência, The Beast Within: A Gabriel Knight Mystery, lançada em 1995;  o jogo também recebeu uma adaptação de romance por Jensen, publicada em 1997.
Um remake do jogo para marcar seu 20º aniversário, Gabriel Knight: Sins of the Fathers 20th Anniversary Edition foi lançado em 2014 para Windows, Mac, iPad e Android, apresentando uma remasterização dos gráficos e da música, juntamente com um novo elenco de voz e pequenas alterações no arranjo dos eventos da história

## Jogabilidade

Captura de tela do jogo da barra de ícones

Sins of the Fathers é um jogo de aventura de apontar e clicar, jogado de uma perspectiva de terceira pessoa. Enquanto sua história se desenrola em uma sequência linear de capítulos - cada um cobrindo o curso de um dia - que tem um conjunto necessário de ações que devem ser executadas para progredir, a jogabilidade é principalmente não linear e apresenta ações opcionais adicionais que podem ser conduzidas, algumas das quais fornecem mais informações sobre o contexto da história e seu cenário. Em sintonia com os jogos da Sierra da época, uma pontuação contínua é usada para manter o controle sobre as ações, necessárias e opcionais, que os jogadores concluíram (por exemplo, falar sobre um assunto-chave com um personagem). Isso também inclui locais que precisam ser visitados, que contêm as principais ações necessárias para concluir um capítulo. Em alguns capítulos, o jogador pode ser obrigado a concluir uma ação que evita uma situação de fim de jogo - como os jogos da Sierra da época, não conseguir superar uma situação perigosa encerra o jogo, forçando os jogadores a tentar novamente, reiniciar ou recarregar para um jogo salvo anterior.
Ao contrário dos jogos de aventura gráfica mais recentes que usam cursores sensíveis ao contexto que conduzem a ação apropriada ao interagir com objetos e pessoas, o jogo faz uso de cursores específicos de ação que realizam a ação necessária que o jogador precisa, desde que selecione o ícone dessa ação na barra de jogo - "ANDAR", "OLHAR", "PERGUNTAR", "FALAR", "PEGAR", "ABRIR/FECHAR", "OPERAR" e "MOVER". Itens que podem ser coletados de um local no jogo são armazenados em um inventário onde podem ser examinados, interagidos ou combinados com outros itens que estão sendo carregados. Mais importante, os itens podem se tornar um ícone ativo na barra de jogo, funcionando de maneira semelhante aos ícones de ação, permitindo que sejam usados com objetos interativos no mundo do jogo.
conversas com pessoas diferem dependendo de qual ação de conversa é usada: FALAR funciona como uma interação curta e geral com a maioria dos personagens; enquanto PERGUNTAR funciona com personagens principais específicos, nos quais os jogadores podem perguntar sobre vários tópicos. Os tópicos são divididos entre Global, que lista itens que podem ser geralmente perguntados a qualquer personagem principal, e Específico, que lista itens que podem ser perguntados ao personagem relevante. Qualquer conversa pode ser revisitada usando o ícone GRAVADOR na barra de jogo, permitindo que os jogadores reexaminem as conversas em busca de informações que possam ter esquecido. Outras funções da barra de jogo incluem CONTROLES e AJUDA, que ajudam a fornecer insights sobre as funções do jogo e ajustar as configurações. Para visitar outros locais ao sair do atual, um mapa aéreo é fornecido na maioria dos capítulos, com ícones representando os locais que podem ser visitados; um sistema de DICA é fornecido, permitindo que os jogadores saibam onde precisam ir para concluir as ações necessárias.

## História

### Contexto
Sins of the Fathers acontece em um mundo onde o oculto e o sobrenatural existem ao longo da história humana – como fantasmas, cultistas e demônios. Para combater aqueles que usam tais forças para o mal contra a humanidade estão os "Schattenjägers" – uma tradução alemã das palavras "Caçadores de Sombras" – que assumem a responsabilidade de defender os inocentes de tais seres; suas origens, no entanto, estão envoltas em mistério. O enredo do jogo é fortemente influenciado pela história, contexto e mitologia do vodu – tanto a versão americanizada encontrada na Luisiana, quanto a versão da África Ocidental – misturando elementos da vida real da prática com uma série de versões ficcionais centrais para a história. O jogo se passa principalmente na cidade de Nova Orleães, mas também apresenta eventos na Alemanha, na cidade fictícia de Rittersburg, e no Benin.

### Personagens
Os jogadores assumem o papel de Gabriel Knight, o protagonista da história, dublado por Tim Curry, que investiga os assassinatos que assolam Nova Orleans, com a ajuda de sua assistente Grace Nakimura (dublada por Leah Remini) e o detetive de polícia Frank Mosely (dublado por Mark Hamill). Outros personagens principais da história incluem: Wolfgang Ritter, dublado por Efrem Zimbalist, Jr.; Dr. John, dublado por Michael Dorn; Vovó Knight e Tetelo, ambas dubladas por Linda Gary; e Malia Gedde, dublada por Leilani Jones. Às vezes, o jogo apresenta narração de certos eventos ou exame de itens por Gabriel, com estes dublados por Virginia Capers.

### Enredo
Gabriel Knight, um romancista de terror esforçado que é dono de uma livraria em Nova Orleães, é compelido por estranhos pesadelos a investigar uma onda de assassinatos pela cidade, apelidados de "assassinatos vodu", que poderiam lhe fornecer material para um novo romance. embora a investigação policial sobre os assassinatos liderada pelo detetive frank mosely, amigo de infância de gabriel, descarte os elementos vodu por trás dos assassinatos como não relacionados, gabriel se convence de que são genuínos e busca informações sobre vodu de dois especialistas: Dr. John, curador de um museu de vodu; e o professor Hartridge, um pesquisador universitário especializado em prática de vodu. Mosely mais tarde encerra a investigação, mas não antes de um suspeito que ele interroga morrer misteriosamente após sua entrevista, e Hartridge é assassinado após descobrir uma ligação entre um assassinato e um assassinato em 1810 que envolveu marcações de vodu.
Ao mesmo tempo, sua assistente de loja Grace Nakimura, que o auxilia com a pesquisa, atende chamadas de Gabriel de um homem chamado Wolfgang Ritter, que afirma ser da família. Buscando respostas, ele visita sua avó e descobre por ela que seu avô, Harrison Knight, era um imigrante alemão chamado Heinz Ritter, revelando que Wolfgang era tio-avô de Gabriel. Ao contatá-lo, Gabriel recusa um convite para vê-lo na casa ancestral de Ritter, Schloss Ritter, na Alemanha, para conhecê-lo, mas concorda em aceitar um diário de família dele. Quando ele o lê, ele descobre uma entrada sobre seu ancestral Gunter Ritter, que executou uma praticante de vodu chamada Tetelo, depois que ela traiu seu amor por ela roubando um talismã de família e usando-o para cometer vários assassinatos. Gabriel descobre que esses assassinatos são idênticos aos dos Assassinatos de Vodu.
Gabriel logo encontra evidências que ligam John aos assassinatos, mas seu amigo Mosely desaparece logo após concordar em reabrir o caso.  Ao descobrir que John é membro de um cartel de vodu em Nova Orleans, ele decide se infiltrar no grupo na próxima reunião. Ele fica chocado ao descobrir que o cartel é liderado por Malia Gedde, uma misteriosa socialite por quem Gabriel se apaixonou ao conhecê-la, e ao descobrir que ela está possuída pelo espírito de Tetelo, que o reconhece como descendente de Gunter. Depois de escapar por pouco da morte, com a ajuda de Grace, Gabriel decide deixar a cidade para sua própria segurança e investigar o passado de sua família no Schloss Ritter. Uma vez lá, ele conhece o assistente de seu tio-avô, Gerde, que revela que Wolfgang foi embora antes de ele chegar, após determinar para onde o talismã desaparecido da família foi levado.
Durante seu tempo no Schloss Ritter, Gabriel descobre que os Ritters trabalharam ao longo da história como "Schattenjägers", combatendo forças sobrenaturais que ameaçavam os inocentes. Buscando rastrear seu tio-avô, Gabriel realiza um ritual de iniciação, ganhando uma chave para a biblioteca particular dos Ritter.  Por meio das anotações de Wolfgang, ele descobre que o talismã desaparecido foi enterrado com os restos mortais de Tetelo na África. Com essa informação, Gabriel viaja para um túmulo em Benin, onde finalmente se encontra com seu tio-avô. Descobrindo que agora está fraco demais para continuar trabalhando como Schattenjäger, Wolfgang instrui Gabriel a continuar o que começou e parar Tetelo, antes de se sacrificar para que ele possa recuperar o talismã da família. Depois de enviar o corpo de seu tio-avô de volta para a Alemanha para o enterro, Gabriel retorna a Nova Orleans, descobrindo que a cidade caiu no caos nos últimos dias.
Gabriel descobre que Grace está desaparecida ao retornar à livraria, com uma nota de Malia implorando para que ele fuja da cidade. Reunindo-se com Mosely, que havia se escondido, a dupla se infiltra no esconderijo do cartel de vodu sob o bairro francês e resgata Grace. Enquanto ela e Mosely escapam, Gabriel mata John e confronta a possuída Malia, que escorrega em uma fissura e se agarra à sua borda. Se o jogador escolher matar Malia, ela se sente traída por ele e puxa Gabriel para a fissura, matando os dois, com Mosely e Grace lamentando sua morte. Se o jogador escolher salvá-la (considerada a opção canônica na série), Malia percebe que ele ainda a ama e que Tetelo é muito perigoso, e então escolhe se matar, deixando Gabriel para discutir o resultado com Grace enquanto reflete sobre a nova vida que ele agora tem diante de si como um Schattenjäger.

## Desenvolvimento
| Produção de voz      | Produção de voz |
| Diretor de voz       | Diretor de voz |
| -------------------- | --- |
| Stuart M. Rosen      | |
| Produtor associado   | |
| Jon E. Grayson       | |
| Artista              | Função(ões) |
| Tim Curry            | Gabriel Knight, Gedde Butler                                                                                       |
| Mark Hamill          | Detective Mosely, Jeep Driver                                                                                      |
| Michael Dorn         | Dr. John |
| Leah Remini          | Grace Nakimura |
| Efrem Zimbalist, Jr. | Wolfgang |
| Rocky Carroll        | Willy Walker |
| Virginia Capers      | Narrator |
| Jeff Bennett         | Sam, Technical Artist, Uniform Officer, Lucky Dog Vendor, Motorcycle Cop, Bruno                                    |
| Mary Kay Bergman     | Gerde, Little Boy, Old Lady                                                                                        |
| Jim Cummings         | Desk Sergeant Frick, Blues Band Leader, Cajun Band Leader, Jazz Band Leader, Muscle Man Pedestrian, Dragon, Gunter |
| Linda Gary           | Grandma Knight, Tetelo                                                                                             |
| Leilani Jones        | Malia Gedde |
| Nancy Lenehan        | Magentia Moonbeam                                                                                                  |
| Chris Lytton         | Crash |
| Monte Markham        | Professor Hartridge, Bartender Stonewall King, Marcus                                                              |
| Stuart M. Rosen      | Priest, Phone Guy #5, Beignet Vendor                                                                               |
| Susan Silo           | Madame Cazaunoux                                                                                                   |
| Dorian Harewood      | Watchman Toussaint Gervais                                                                                         |

O jogo foi criado e dirigido pela escritora Jane Jensen, que também trabalhou em King's Quest VI: Heir Today, Gone Tomorrow. O marido de Jensen, Robert Holmes, foi produtor e compôs a música.
Os programadores de Gabriel Knight: Sins of the Father foram Bob Andrews, Tom DeSalvo, Jerry Shaw, Sean Mooney e Greg Tomko-Pavia. O designer gráfico foi Nathan Gams. Os artistas incluíram Michael Hutchison, Chris Willis, Darlou Gams, Deanna Vhalkee e John Schroades. Os engenheiros de áudio foram Kelli Spurgeon e Rick Spurgeon. Stuart M. Rosen trabalhou como diretor de voz.
O enredo e a atmosfera de Gabriel Knight: Sins of the Fathers foram inspirados no filme Angel Heart. a designer/diretora do jogo jane jensen lembrou que recebeu uma grande liberdade na criação do conceito do jogo: "Uma das grandes coisas sobre Sierra era que Ken Williams realmente acreditava na visão artística. Se ele lhe desse a chance de fazer um jogo, essa era sua responsabilidade. Ninguém lhe dizia o que fazer com ele. Se não vendesse, você não faria outro jogo para ele, mas ele lhe daria essa liberdade".
Durante o desenvolvimento, o motor de jogo SCI da Sierra foi atualizado para "SCI 32", e a equipe lutou para mudar Gabriel Knight para o novo motor. Por causa disso, Jensen escreveu mais tarde que eles "lutaram contra bugs e confusões por seis meses. Apesar disso, conseguimos nosso encontro de Natal - isso apenas fez com que o que tinha sido um projeto muito tranquilo se tornasse um urso".

## Lançamento

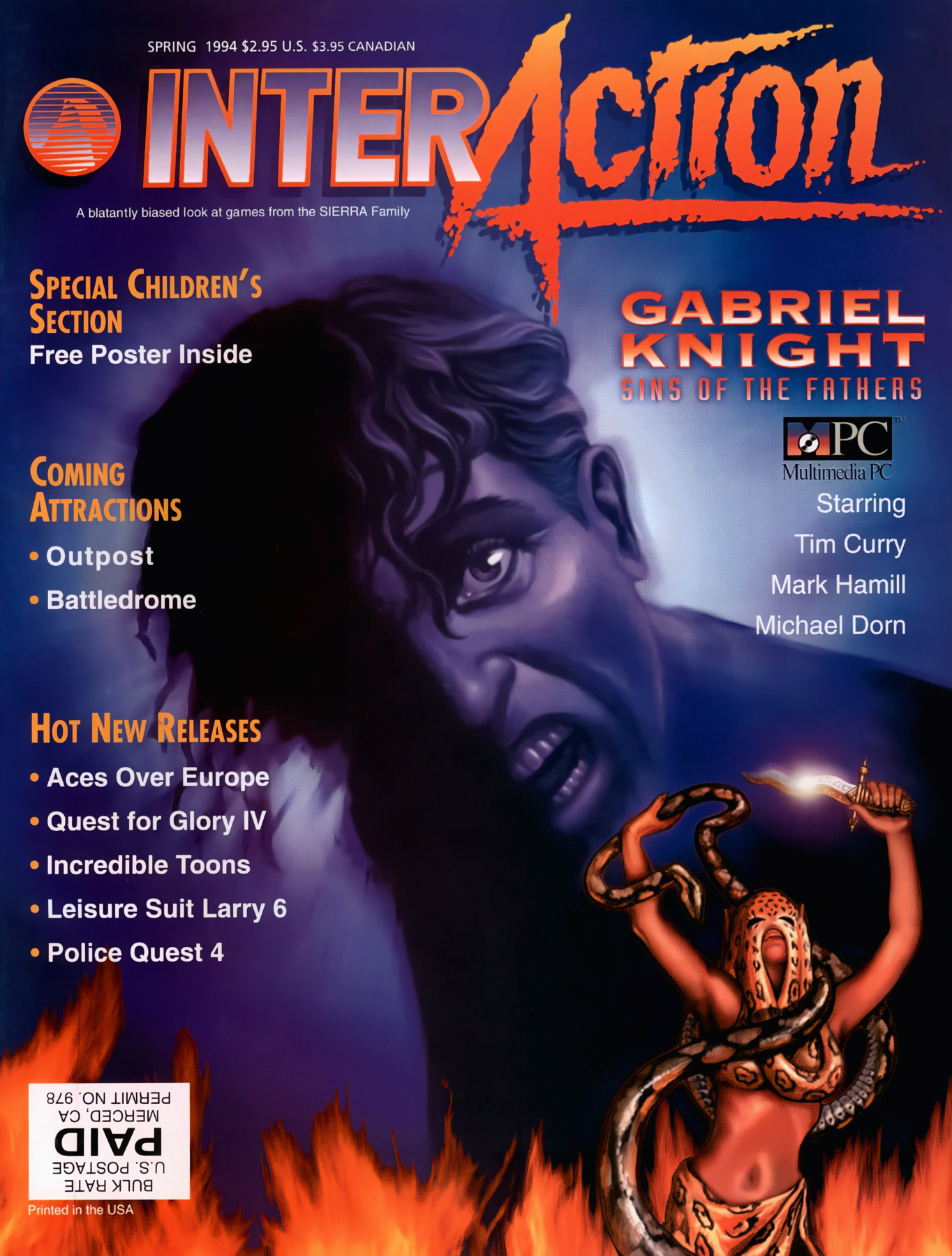
Gabriel Knight em destaque na capa da revista Interaction.

Gabriel Knight: Sins of the Fathers foi lançado pela primeira vez na América do Norte pela Sierra On-Line formato cruzado como um único disco CD-ROM e como um conjunto de onze disquetes de 3,5" em 17 de dezembro de 1993. A prequela da história em quadrinhos incluída na cópia física do jogo foi posteriormente publicada na página da Sierra Studios. A versão em CD-ROM, além da dublagem, também incluía sequências de vídeo que, na versão em disquete, eram incluídas como uma sequência de imagens estáticas. O jogo foi posteriormente relançado individualmente e como Gabriel Knight Mysteries: Limited Edition, uma compilação com a primeira sequência, The Beast Within: A Gabriel Knight Mystery.
Listagens de lançamentos:
MAC – Gabriel Knight: Sins of the Fathers (US) – 1994 
PC – Gabriel Knight: Sins of our Fathers (US) – 1993 
PC – Best of Sierra No. 1 (UK) – 1997 
PC – Gabriel Knight Mysteries: Limited Edition (US) – 1998 
PC – Gabriel Knight: Sins of the Fathers (Good Old Games) (US) – 2010

### Adaptação de romance
Em 1997, Sins of the Fathers foi adaptado para um romance por Jane Jensen. O romance é uma adaptação direta dos eventos do jogo, uma abordagem que Jane Jensen decidiu, em retrospecto, não ser a maneira mais bem-sucedida de apresentar Gabriel Knight a um público literário. Para a adaptação do romance do segundo jogo, ela "jogou toda a ideia do jogo fora e começou novamente do zero". Ambos os livros estão fora de catálogo desde 2010. Como parte de sua campanha Kickstarter de 2012 para financiar um novo jogo de aventura, Jensen ofereceu os dois romances de Gabriel Knight como e-books para patrocinadores que prometessem US$ 50 ou mais.

## Recepção
Gabriel Knight não foi um grande sucesso comercial. De acordo com Todd Vaughn da PC Gamer US, "a esperança de Jensen de um sucesso do tamanho de King's Quest ficou um pouco aquém da marca". O jogo e sua sequência, The Beast Within: A Gabriel Knight Mystery, venderam um total de 300.000 cópias até dezembro de 1998.
Ao fazer uma prévia do jogo em novembro de 1993, Johnny L. Wilson, do Computer Gaming World, declarou que a sequência de abertura "foi a primeira vez que realmente senti medo ao assistir a um jogo de computador". Ele escreveu que "Gabriel Knight é uma mistura excepcional de arte, jogo e compreensão. É para públicos maduros por todos os motivos certos". Em março de 1994, o Charles Ardai da revista declarou que Gabriel Knight justificava ser chamado de filme interativo, com "áudio e vídeo que ofuscam qualquer desenho animado e uma história que poderia assustar os bejeebers de Stephen King... um dos raros títulos que faz jus à promessa da etiqueta exagerada 'multimídia'". Ele elogiou os dubladores do "jogo excepcionalmente bem executado", mas observou que as grandes árvores de conversação reduziram o horror e a tensão. Ardai gostou de como "Gabriel Knight joga o jogador convincentemente no mundo do satanismo e sacrifício vivo, da decadente e lasciva Nova Orleans", prevendo que "Gabriel tem os ingredientes de um personagem de série de primeira linha, embora problemático e perturbador".  Ele concluiu que o jogo "é realmente uma bobagem absurda", mas "entretenimento de primeira qualidade de Hollywood". Em abril de 1994, a revista disse que a versão em CD - "a única que se pode ter" - era "desafiadora e instigante, uma experiência imperdível para aqueles maduros o suficiente para lidar com ela".
a Power Unlimited deu ao jogo uma pontuação de 79% comentando: "Quanto mais você penetra em Nova Orleans, cidade do Voodoo, mais emocionante ele se torna. Embora haja muitos cliques e a música seja muito decepcionante, o jogo ainda é muito absorvente."
James V. Trunzo analisou Gabriel Knight: Sins of the Fathers em White Wolf #43 (maio de 1994), dando-lhe uma avaliação final de "Excelente" e afirmou que "Entre o vodu, gráficos, música e vozes, Gabriel Knight cria um ambiente de Nova Orleans que é emocionante e assustador."
Em junho de 1994, Gabriel Knight e Day of the Tentacle ganharam o prêmio de Jogo de Aventura do Ano da Computer Gaming World. Os editores escreveram que o primeiro "introduziu elementos de histórias em quadrinhos... sequências de sonhos de pesadelo e uma história humana sombria que se lê e joga extremamente bem". Virginia Capers ganhou o prêmio de Melhor Atuação de Dublagem Feminina. Os editores esperavam dar o prêmio a alguém que interpretasse um personagem específico, mas ficaram "totalmente impressionados" com Capers como narradora, afirmando que "seu desempenho por si só já vale a pena comprar a versão em CD". Em 1996, a revista listou um zumbi arrancando o coração do jogador como o número 7 em sua lista das "15 melhores maneiras de morrer em jogos de computador".
Em 2011, a Adventure Gamers nomeou Gabriel Knight o 16º melhor jogo de aventura já lançado.

## 20th Anniversary Edition
Gabriel Knight: Sins of the Fathers 20th Anniversary Edition foi feito para Microsoft Windows e Mac. Foi desenvolvido pelo novo estúdio de Jane Jensen, Pinkerton Road Studios, e lançado pela Phoenix Online Studios em 15 de outubro de 2014. A reimaginação inclui gráficos melhorados, uma trilha sonora remasterizada e novos quebra-cabeças e jogabilidade. Uma versão do jogo para Android e iOS foi lançada em 23 de julho de 2015. Uma versão Linux foi anunciada na época do anúncio do jogo, mas a declaração foi posteriormente retirada.
A trilha sonora em MP3 foi desbloqueada para todos os compradores em 13 de dezembro de 2013.

### Desenvolvimento
O desenvolvimento foi anunciado quando Jane Jensen solicitou uma campanha no Kickstarter para financiar o desenvolvimento de 3 jogos. A página do Kickstarter incluiu um nível de promessa de US$ 16 listado como 'Mystery Game X', que também está incluído em todos os níveis de promessa excedentes. O nível de financiamento da campanha nunca atingiu os US$ 600.000 necessários para justificar o desenvolvimento do Mystery Game X, então o jogo foi desenvolvido sem campanha de crowdfunding.

### Adaptação
A criadora da série Jane Jensen criou uma história em quadrinhos de 3 partes baseada no videogame 20th Anniversary Edition, que ocorreu seis meses após sua última missão, "The Temptation". O Capítulo 1 foi lançado em 17 de dezembro. O Capítulo 2 foi lançado mais tarde com o Capítulo 1 em arquivo único. O Capítulo 3 foi lançado com os Capítulos 1 e 2 em arquivo único.

### 20th Anniversary (elenco prncipal)
- Jason Victor - Gabriel Knight
- Cissy Jones - Grace Nakimura, Madame Lorelei
- Ned Clarke - Detective Mosely
- Amy Ingersol - Malia Gedde, Tetelo
- Amy Kelly - Narrator
- Dave Fennoy - Dr. John, The Dragon
- Jeanie Kelsey - Grandma Knight
- Terry McGovern - Wolfgang Ritter
- Mark Barbolak - Professor Hartridge
- Alexandra Matthew - Gerde, Officer Franks
- Ruby Butterfield - Gunter Ritter
- Leah Russo - Magentia Moonbeam
- Adam Harrington - Desk Sgt. Frick, Willy Walker, Markus, Bruno
- Kid Beyond - Bartender, Watchman
- Brian Vickers - Sam

## Ligações Externas
- Site oficial da Sierra Studios na Archive.today (arquivado em 2000-09-29)
- Sítio oficial no MobyGames
- Gabriel Knight: Sins of the Fathers. no IMDb.

### 20th Anniversary Edition
- Phoenix Online Studios LLC page (Mac OS X / Microsoft Windows)
- Página do iOS
- Página do Android